# Claudine Roulet
Pour les articles homonymes, voir Roulet.
Claudine Roulet, née le 1er juillet 1934 à Lausanne et morte le 12 février 2019, est une écrivaine vaudoise.

## Biographie
Claudine Roulet naît le 1er juillet 1934 à Lausanne. Elle est originaire de La Sagne, dans le canton de Neuchâtel. Après des études d'institutrice à Lausanne, elle enseigne pendant huit ans.
Elle s'installe au Portugal avec ses enfants et son mari médecin afin de préparer un long séjour en Mozambique. Pendant quinze mois, son mari étudie la médecine tropicale, études nécessaires alors à l'obtention d'un visa pour le Mozambique. Elle séjourne de 1966 à 1976 en Afrique et écrit sa Petite chronique mozambicaine (1987), témoignage sur les problèmes de l'aide aux pays en voie de développement.
De retour en Suisse à l'indépendance du Mozambique, Claudine Roulet travaille dans le cabinet médical de son mari à Reconvilier et publie, outre plusieurs nouvelles, des romans dont Le samovar (1990), Rien qu'une écaille (1996) pour lequel elle reçoit le Prix Dentan en 1997 et La maison loin de tout (2002). Elle participe à des ouvrages collectifs, dont la revue Intervalles, La Vie protestante et Approches.
Elle meurt le 12 février 2019 dans le Jura bernois.

## Œuvres
- Claudine Roulet, Petite chronique mozambicaine, Éditions Zoé, 1987
- Claudine Roulet, Le Samovar, Éditions Zoé, 1990 (ISBN 2-88182-064-6)
- Claudine Roulet, Rien qu'une écaille, Sierre, Monographic, 1996 (ISBN 978-2-88341-054-1)
- Claudine Roulet (préf. Mireille Kuttel), La Maison loin de tout, livre de bord, Cossonay, Plaisir de lire (présentation en ligne)
- Claudine Roulet, Déborah. Nouvelles et Croquis croqués, Cossonay, Plaisir de lire, 2005, 140 p. (ISBN 978-2883870383)
- Claudine Roulet, Éthiopie au cœur, Plaisir de lire, 2014, 254 p. (ISBN 9782940486373)[5]

## Sources
- Anne-Lise Delacrétaz, Daniel Maggetti, Écrivaines et écrivains d'aujourd'hui, p. 334